# Campionati sloveni di sci alpino 1991
Ai Campionati sloveni di sci alpino 1991, prima edizione della manifestazione, furono assegnati i titoli di discesa libera, supergigante, slalom gigante, slalom speciale e combinata, sia maschili sia femminili.

## Risultati
| Specialità      | Uomini     | Donne                |
| --------------- | ---------- | -------------------- |
| Discesa libera  | Mitja Kunc | Lea Ribarič          |
| Supergigante    | Jure Košir | Andreja Potisk Ribič |
| Slalom gigante  | Mitja Kunc | Barbara Brlec        |
| Slalom speciale | Jure Košir | Katjuša Pušnik       |
| Combinata       | Jure Košir | Mojca Suhadolc       |